# Yannick Driesen
Yannick Driesen   (Anvers, 2 de novembre de 1988) va ser un jugador de bàsquet belga, que va jugar al Club Baloncesto Estudiantes, Club Baloncesto Illescas, Unión Baloncesto la Palma i Antwerp Giants.